# Phoroncidia ellenbergeri
Espèce
Phoroncidia ellenbergeri est une espèce d'araignées aranéomorphes de la famille des Theridiidae.

## Distribution
Cette espèce est endémique du Gabon.

## Description
Le mâle holotype mesure 2,5 mm.

## Étymologie
Cette espèce est nommée en l'honneur de René Ellenberger.

## Publication originale
- Berland, 1913 : Description de deux espèces nouvelles d'arachnides africaines du genre Phoroncidia Westwood (Araneae: Theridiidae). Bulletin du Muséum national d'histoire naturelle Paris, vol. 1913, p. 75-78 (texte intégral).